# اتانازی کودکان
اتانازی کودکان نوعی اوتانازی ناخواسته که بر روی کودکانی که به نوعی بیماری لاعلاج جسمی و روحی که می‌بایست تا آخر عمر متحمل درد و مشقت زیاد شوند، انجام می‌شود. اِریک کودیش و دانیِل اِی بیلز این عمل را با عمل کودک کشی مقایسه کرده‌اند. کودیش می‌گوید: «این نظر مهم که یک استاندارد پذیرفته شده دربارهٔ کودک کشی وجود دارد، ایجاب می‌کند تا در برابر چنین امری ایستادگی شود.» دیگرانی همچون جوزِف فلیچِر، بنیان‌گذار مکتب اخلاقی اخلاق موقعیتی(Situational Ethics)، که طرفدار یوتانازی نیز هست، اعتقاد دارد که باید کودک کشی در مواردی که کودک با بیماری مادرزادی متولد می‌شود، آزاد باشد. وی عقیده دارد برخلاف آنکه کودک کشی گاهی توسط افراد بیمار و مجرم صورت می‌گیرد، اما یوتانازی کودکان در واقع عملی انسانی است؛ شاخه‌ای از سقط جنین که منطقی و پذیرفته شده است. جاکوب ام اپل، اخلاق زیستی دان آمریکایی پا را از این هم فراتر می‌گذارد و معتقد است زمانی که صحبت از بیماری و رنج کودک در میان باشد، حتی اجازه پدر و مادر هم برای انجام این کار الزامی نیست.

## کشورهای پذیرنده
در دسامبر ۲۰۱۳ مجلس سنای بلژیک قانون «قتل از روی ترحم» برای کودکان با بیماری‌های لاعلاج را تأیید کرد. بلژیک نخستین کشوری است که اقدام به برداشتن محدودیت سنی برای کمک به مرگ بیماران لاعلاج کرده است.
اما لایحه دارای چند شرط است:
- بیماران باید آگاهانه در این مورد تصمیم بگیرند و معنی قتل از روی ترحم را درک کنند
- تقاضای آنها باید مورد تأیید والدین و گروه پزشکی قرار گیرد
- بیماری باید لاعلاج باشد و هیچ درمانی برای کاهش درد و ناراحتی بیماری وجود نداشته باشد

بلژیک در ۲۰۰۲، قانون قتل از روی ترحم را برای افراد بالای ۱۸ سال مبتلا به بیماری‌های لاعلاج، تصویب کرده بود.